# Vellexon-Queutrey-et-Vaudey
  Vellexon-Queutrey-et-Vaudey  es una población y comuna francesa, situada en la región de Franco Condado, departamento de Alto Saona, en el distrito de Vesoul y cantón de Fresne-Saint-Mamès.

## Demografía
| 618 | 629 | 534 | 503 | 519 | 491 | 504 |
| Para los censos de 1962 a 1999 la población legal corresponde a la población sin duplicidades (Fuente: INSEE [Consultar]) |     |     |     |     |     |     |